# Lapptjärnen (Bjurholms socken, Ångermanland)
Lapptjärnen är en sjö i Bjurholms kommun i Ångermanland och ingår i Gideälvens huvudavrinningsområde.